# Ко Юн Джон
У цьому корейському імені прізвище (Ко) стоїть перед особовим ім'ям.
Ко Юн Джон (кор. 고윤정; ханча: 高允贞; нар. 22 квітня 1996) — південнокорейська модель і акторка. Отримала визнання завдяки ролі другого плану в серіалі Netflix «Милий дім» (2020). Також відома роботами в телесеріалах «Школа права» (2021) та «Алхімія душ» (2022), а також у фільмі «Полювання» (2022).

## Раннє життя
Народилася 22 квітня 1996 року в Сеулі, Південна Корея. Відвідувала Сеульський жіночий університет, де навчалася за спеціальністю «Сучасне мистецтво».

## Кар'єра
Після закінчення Сеульського жіночого університету вона приєдналася до агентства MAA Entertainment як модель і акторка. Спочатку була моделлю для різних рекламних роликів Sports, Nike, Giorgio Armani, Ritz Crackers, а також кількох рекламних роликів для KT.
У 2019 році, після виявлення зацікавленості та таланту в акторській майстерності, вона дебютувала в телевізійному серіалі Психометрик, зігравши Кім Со Хьон.
У 2020 році знялася в епізодичній ролі в корейському телесеріалі Netflix «Файли шкільної медсестри», яке була високо оцінена, а в тому ж році вона з'явилася в популярному телесеріалі Netflix «Милий дім» в ролі Пак Ю Рі, сумної доглядачки з трагічним минулим. Ця роль призвела до додаткової похвали та визнання, забезпечивши їй місце в списку Кращих нових акторок у 2021 році на думку професіоналів галузі.
У 2021 році зіграла роль Чон Є Силь у серіалі «Школа права» та отримала визнання за роль студентки юридичного факультету, яка переживає насильство на побаченнях. У березні того ж року вона отримала свою першу роль у фільмі-бойовику «Полювання».
У грудні 2022 року вона збиралася повернутися на малий екран із головною жіночою роллю у другому сезоні популярного серіалу tvN «Алхімія душ: Світло і тінь» з Лі Че Уком.

## Фільмографія

### Фільми
| Рік  | Назва       | Роль      | Замітки         | Примітки      |
| ---- | ----------- | --------- | --------------- | ------------- |
| 2022 | «Полювання» | Чо Ю Джон | Другорядна роль | [ 20 ] [ 21 ] |

### Телесеріали
| Рік       | Назва                        | Роль                        | Замітки         | Мережа | Примітки             |
| --------- | ---------------------------- | --------------------------- | --------------- | ------ | -------------------- |
| 2019      | «Психометрик»                | Кім Со Хьон                 | Другорядна роль | tvN    | [ 22 ]               |
| 2021      | «Школа права»                | Чон Є Силь                  | Другорядна роль | JTBC   | [ 23 ]               |
| 2022      | «Алхімія душ»                | Наксу / Чо Йон / Чін Пу Йон | Камео           | tvN    | [ 24 ] [ 25 ] [ 26 ] |
| 2022–2023 | «Алхімія душ: Світло і тінь» | Наксу / Чо Йон / Чін Пу Йон | Головна роль    | tvN    | [ 27 ]               |

### Вебсеріали
| Рік  | Назва                      | Роль                           | Замітки                   | Мережа  | Примітки      |
| ---- | -------------------------- | ------------------------------ | ------------------------- | ------- | ------------- |
| 2020 | «Файли шкільної медсестри» | Чхве Ю Джін                    | Камео                     | Netflix | [ 28 ]        |
| 2020 | «Милий дім»                | Пак Ю Рі                       | Другорядна роль (сезон 1) | Netflix | [ 29 ]        |
| 2022 | «Копи-новачки»             | Фото профілю Побачення наосліп | Камео                     | Star+   |               |
| 2022 | «Переїзд»                  | Чан Хі Су                      | Другорядна роль           | Disney+ | [ 30 ] [ 31 ] |

## Реклама
| Рік  | Бренд         | Продукт                                             | Примітки                                                     |
| ---- | ------------- | --------------------------------------------------- | ------------------------------------------------------------ |
| 2022 | Boucheron     | Високі ювелірні вироби Boucheron Ailleurs           | H부쉐론의 여신, 고윤정                                       |
| 2022 | Boucheron     | Кампанія Boucheron «Весняні кольори»                | [Відео ] ⁣#BoucheronSpringColors #BoucheronQuatre             |
| 2021 | Hoegaarden    | Hoegaarden botanic                                  | [Відео ] Hogararden Botanic додає весну (30-секундна версія) |
| 2020 | Лореаль Париж | Armani Beauty — Giorgio Armani 2020 Lip Maestro 415 | [Відео ] Giorgio Armani 2020 Lip Maestro 415 IELLE KOREA     |

## Нагороди та номінації
| Церемонія нагородження | Рік  | Категорія          | Номінант / Робота | Результат    | Примітки |
| ---------------------- | ---- | ------------------ | ----------------- | ------------ | -------- |
| Кінопремія Buil        | 2022 | Краща нова акторка | «Полювання»       | В очікуванні | [ 32 ]   |